# Monty Hall

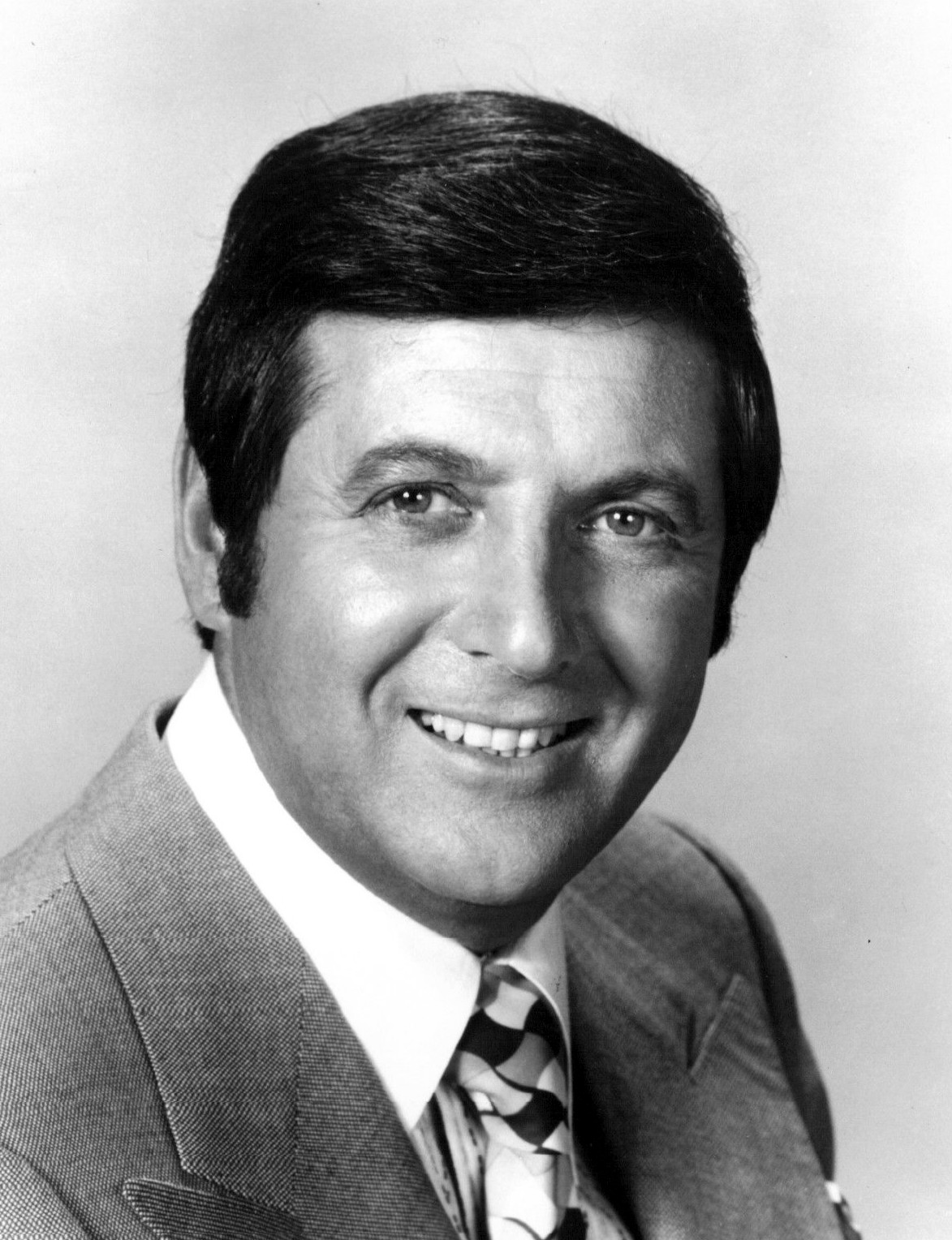
Monty Hall

Monte Halperin (Winnipeg, 25 augustus 1921 – Beverly Hills, 30 september 2017), beter bekend onder zijn artiestennaam Monty Hall, was een Canadese televisieproducent, acteur, zanger en sportverslaggever. Hij werd vooral bekend als presentator van de Amerikaanse spelshow Let's Make a Deal, uitgezonden door NBC vanaf 1963 en later door ABC.
Monty Hall overleed in 2017 op 96-jarige leeftijd aan hartfalen.

## Driedeurenprobleem
Zijn naam is verbonden aan een probleem uit de kansrekening, het zogeheten Monty Hall-probleem of Driedeurenprobleem, in Nederland ook wel Willem Ruis-probleem geheten: het probleem waarvoor een spelkandidaat van de show Let's Make a Deal zich gesteld zag als hij de kans kreeg van een eenmaal gekozen deur te wisselen als Monty een andere deur opende en hem liet zien dat zich daarachter geen prijs bevond. Dit probleem heeft een oplossing die door veel mensen als tegenintuïtief wordt ervaren.